# Ronald Thomas
Ronald Thomas (Austràlia Occidental, 1954), és un violoncel·lista nord-americà conegut pel seu treball com a solista i músic de cambra. Thomas ha fet aparicions com a convidat amb algunes de les millors orquestres del món, com ara l'Orquestra de Filadèlfia, l'Orquestra Simfònica de Saint Louis, l'Orquestra Simfònica de Baltimore, l'Orquestra Simfònica de Seattle, la Filharmònica de Hong Kong, la Societat Handel i Haydn, la Orquestra de Cambra Pro Arte de Boston, i la Blossom Festival Orchestra entre d'altres. Ha tocat recitals a gairebé tots els estats, incloent actuacions a les ciutats de Nova York, Washington, D.C., Boston i Los Angeles. Thomas també ha actuat per tot Europa i Àsia.

## Biografia
Thomas va estudiar per primera vegada violoncel amb Mary Canberg abans d'assistir al Conservatori de Música de Nova Anglaterra i al Curtis Institute of Music de Filadèlfia, on els seus professors principals eren Lorne Munroe i David Soyer. Va obtenir el reconeixement per primera vegada quan va guanyar les audicions internacionals de "Young Concert Artists" el 1974 a l'edat de dinou anys. Des de llavors ha aparegut com a solista amb les principals orquestres tant als Estats Units com a nivell internacional.
Ronald Thomas és actualment el violoncel·lista principal de l'orquestra de cambra de St. Paul, càrrec que ocupa des del 2005. Thomas és l'antic cofundador i director artístic de la Boston Chamber Music Society, on va passar 26 anys interpretant i dirigint fins al 2009. També ha aparegut amb la Seattle Chamber Music Society i la Chamber Music Society del Lincoln Center tant a l'Alice Tully Hall com de gira. Altres aparicions de música de cambra inclouen La Musica, Music@Menlo, Sarasota Music Festival, Music from Angel Fire, Music in the Mountains, Portland Chamber Music Festival, Santa Fe Chamber Music Festival, Bravo! Vail Valley Music Festival, Festival dei Due Mondi, Blossom Music Festival, Chamber Music Northwest, Sarasota Music Festival, Norfolk Chamber Music Festival, Dubrovnik Festival, Edinburgh Festival, Amsterdam Festival i altres.
Thomas és el director artístic de Chestnut Hill Concerts de Madison, CT i va ser membre original del comitè d'intèrprets en residència i de la Junta de Supervisors de Bargemusic a Nova York. Thomas també és un antic membre de Boston Musica Viva i dels Aeolian Chamber Players. Mentre era membre d'aquests dos grups, Thomas va estrenar innombrables obres noves, incloses les de Gunther Schuller, Michael Colgrass, Ellen Taaffe Zwilich, Donald Erb, William Bolcom i William Thomas McKinley.
Thomas és un antic membre de les facultats del M.I.T., la Brown University, el Boston Conservatory i el Peabody Conservatory of Music de Baltimore, on va passar nou anys abans de dimitir el 1997 per passar més temps amb la seva llavors nova filla, Caitlin, i el violoncel. Thomas està casat amb la violista Cynthia Phelps i viuen als afores de la ciutat de Nova York a Leonia, N.J., mentre que el Thomas manté una residència secundària a St. Paul, MN. Tenen tres filles: Lili (pel matrimoni de Thomas amb Mihae Lee), Christina (pel matrimoni de Phelps amb el baríton David Malis) i Caitlin.